# Titularbistum Aliezira
Aliezira, katalanisch: Algesires, kastilisch: Algeciras, 
ist ein Titularbistum der römisch-katholischen Kirche.
Zurückzuführen ist der spanische Name Algeciras auf die arabische Ortsbezeichnung al-Dschasira al-Chadra für grüne Insel. Hier in Andalusien fassten die Mauren bei ihrem Einfall in Spanien 711 zuerst festen Fuß und behielten die Stadt bis zu ihrer Eroberung durch Alfons XI. von Kastilien 27. März 1344.
Der Fernsehkanal Al-Dschasira bzw. Al Jazeera hat die gleiche Etymologie.
| Titularbischöfe von Aliezira |                           |                                                                          |                   |                   |
| Nr.                          | Name                      | Amt                                                                      | von               | bis               |
| 1                            | Francesco Rossi           | emeritierter Bischof von Tortona Weihbischof in Mailand (Italien)        | 29. November 1969 | 18. Dezember 1972 |
| 2                            | Altivo Pacheco Ribeiro    | emeritierter Bischof von Araçuaí Weihbischof in Juiz de Fora (Brasilien) | 10. November 1973 | 13. Juni 1987     |
| 3                            | Lluís Martínez Sistach    | Weihbischof in Barcelona (Spanien)                                       | 6. November 1987  | 17. Mai 1991      |
| 4                            | Joan Carrera Planas       | Weihbischof in Barcelona (Spanien)                                       | 16. Juli 1991     | 3. Oktober 2008   |
| 5                            | Salvador Cristau Coll     | Weihbischof in Terrassa (Spanien)                                        | 18. Mai 2010      | 3. Dezember 2021  |
| 6                            | Cristóbal Déniz Hernández | Weihbischof auf den Kanarischen Inseln (Spanien)                         | 16. Februar 2022  |                   |